# NGC 1032

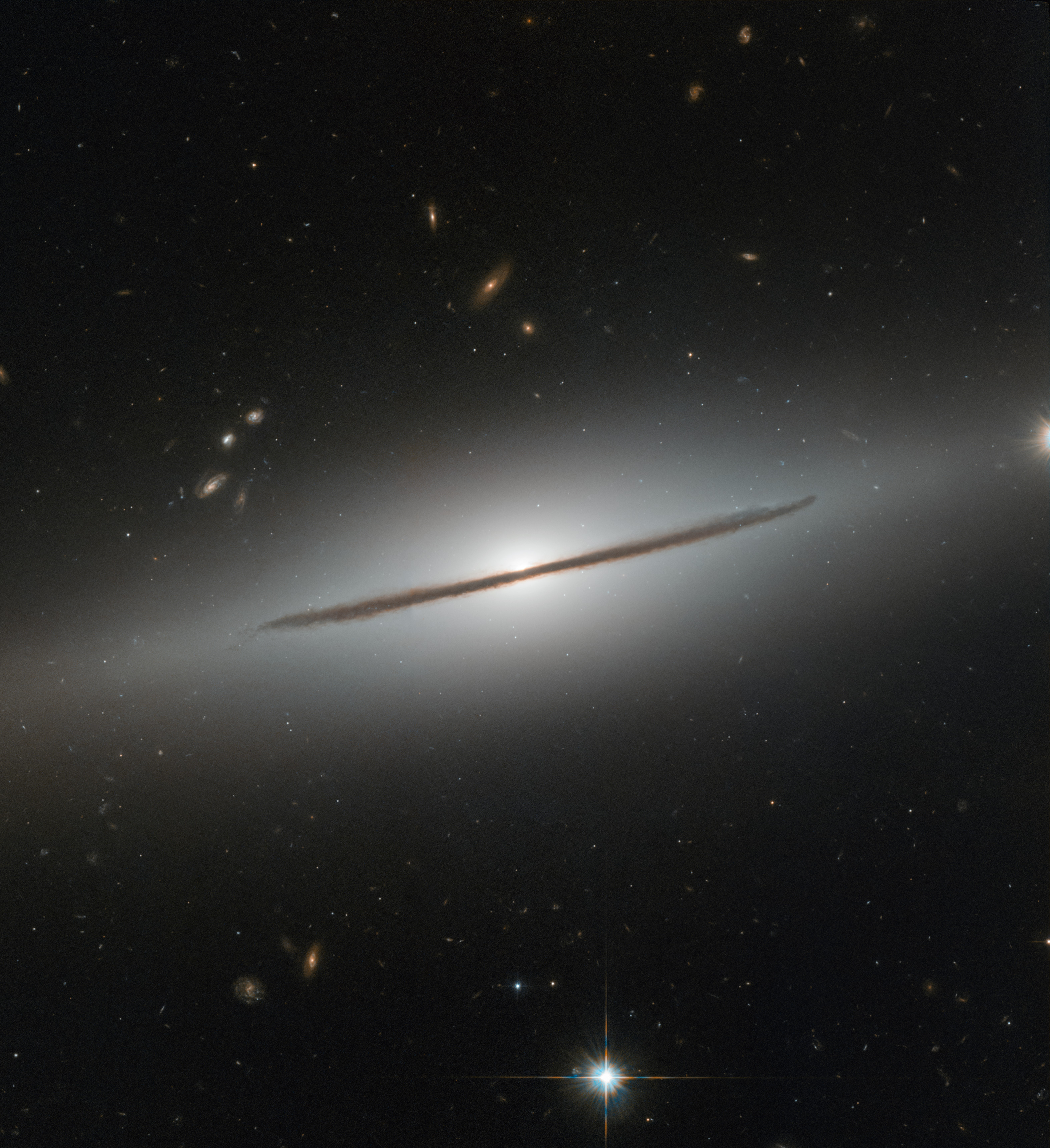
NGC 1032 imagée par le télescope spatial Hubble.

NGC 1032 est une galaxie lenticulaire vue par la tranche et située dans la constellation de la Baleine. NGC 1032 a été découverte par l'astronome germano-britannique William Herschel en 1783.

## Caractéristiques
Sa vitesse par rapport au fond diffus cosmologique est de 2 515 ± 16 km/s, ce qui correspond à une distance de Hubble de 37,1 ± 2,6 Mpc (∼121 millions d'al).
NGC 1032 présente une large raie HI.

## Supernova
La supernova SN 2005E a été découverte dans NGC 1032 le 13 janvier 2005 par J. Graham et W. Lidans le cadre du programme conjoint LOTOSS/KAIT de l'Observatoire Lick et The Katzman Automatic Imaging Telescope de l'université de Californie à Berkeley. Cette supernova était de type Ib/c.